# Подберёзное
Подберёзное — деревня в Раменском муниципальном районе Московской области. Входит в состав сельского поселения Софьинское. Население — 13 чел. (2010).

## Название
В письменных источниках упоминается как Подберезня (1784 год), Подберезная (Подберезина) (1862 год), Подберезная (1890 год), с начала XX века — Подберёзное. Название по местоположению рядом с берёзовой рощей.

## География
Деревня Подберёзное расположена в западной части Раменского района, примерно в 13 км к юго-западу от города Раменское. Высота над уровнем моря 144 м. В 0,5 км к востоку от деревни протекает река Велинка. Ближайший населённый пункт — деревня Васильево.

## История
В 1926 году деревня являлась центром Подберезнинского сельсовета Рождественской волости Бронницкого уезда Московской губернии.
С 1929 года — населённый пункт в составе Раменского района Московского округа Московской области.
До муниципальной реформы 2006 года деревня входила в состав Тимонинского сельского округа Раменского района.

## Уроженцы
- Фрайонов, Николай Дмитриевич (1912—1997) — советский хозяйственный, государственный и политический деятель, Герой Социалистического Труда.

## Население
| 1926 | 2002 | 2010 |
| ---- | ---- | ---- |
| 176  | ↘4   | ↗13  |

В 1926 году в деревне проживало 176 человек (88 мужчин, 88 женщин), насчитывалось 33 крестьянских хозяйства. По переписи 2002 года — 4 человека (1 мужчина, 3 женщины).